# Alkalimetrie

Acidobazická titrace, vlevo provedení titrace a vpravo titrační graf (červený bod na křivce je ekvivalenční bod)

Alkalimetrie je metoda kvantitativní chemické analýzy, podskupiny odměrné analýzy (volumetrie nebo také titrace). Stejně jako acidimetrie využívá neutralizační (acidobazickou) reakci mezi odměrným roztokem a analyzovaným roztokem. Titrace se provádí odměrným roztokem zásady (NaOH, KOH, Ba(OH)2 a další) a používá se ke stanovení kyselin.
Princip titrace se zakládá na stanovení neznámé koncentrace známého objemu analyzovaného roztoku, do kterého se přidává činidlo o známé koncentraci – nazývané titrační standard nebo zkráceně titr. Po přidání takového množství činidla, že látky spolu právě a beze zbytku zreagují, nastane bod ekvivalence. Aby se jednoznačně a přesně zjistilo, kdy nastal bod ekvivalence, přidává se do titrovaného roztoku indikátor. Změřením objemu spotřebovaného objemu činidla lze pak určit koncentraci neznámého analyzovaného vzorku.
Pro acidobazické titrace je charakteristická titrační křivka (závislost pH na přidaném objemu titračního činidla), která v bodě ekvivalence prudce změní hodnotu. Pro vícesytné kyseliny je takových „skoků“ více, každý odpovídá danému počtu vazeb.

## Princip metody
Základem je reakce oxoniového kationtu s hydroxylovým aniontem za vzniku vody
H3O+ + OH− ↔ 2 H2O

## Indikátory
Jedná se o látky, které mění své zabarvení v závislosti na koncentraci oxoniových iontů v roztoku. Vesměs to jsou organická barviva, která jsou slabými kyselinami nebo zásadami a jejichž disociovaná forma má jiné zabarvení než forma nedisociovaná.
| Indikátor    | Funkční oblast | Zabarvení | Zabarvení      |
| Indikátor    | Funkční oblast | kyselé    | zásadité       |
| Methyloranž  | 3,1 – 4,4      | červená   | žlutá          |
| Methylčerveň | 4,4 – 6,2      | červená   | žlutá          |
| Fenolftalein | 8,2 – 10,0     | bezbarvá  | červenofialová |

## Odměrné roztoky

### Hydroxid sodný NaOH, hydroxid draselný KOH
Nejčastěji se používají roztoky o koncentraci v rozmezí 0,1 až 1 mol/dm3. Obě tyto látky přijímají ze vzduchu vlhkost (jsou hygroskopické) a CO2, proto je nutné je standardizovat (stanovit přesnou koncentraci) na základní látky.
Při stanovení silných kyselin nevadí přítomnost uhličitanů, ale pro stanovení slabých kyselin vadí.

## Analyzované látky

### Kyselina šťavelová H2C2O4.2 H2O
Jedná se o slabou kyselinu, která se titruje do druhého stupně na fenolftalein, při titraci rušivě působí uhličitany.
Odměrný roztok NaOH se titruje odměrným roztokem H2C2O4 do barevného přechodu fenolftaleinu (odbarvení). Při dosažení barevného přechodu fenolftaleinu je uhličitan přítomný v NaOH ztitrován pouze na hydrogenuhličitan. Proto se musí titrovaný roztok po dosažení barevného přechodu indikátoru odpařit; přitom proběhne reakce:
2 NaHCO3 → Na2CO3 + CO2 + H2O
Vzniklým uhličitanem se zvýší pH a fenolftalein se zbarví opět fialově, takže se opět přidává odměrný roztok H2C2O4 do odbarvení, znovu se dá odpařit atd. Tak se postupuje, až po odpaření zůstane odparek bezbarvý.
H2C2O4.2 H2O + 2 NaOH → Na2C2O4 + 4 H2O                 
fialová                          bezbarvá      
Tento zdlouhavý postup se může obejít tak, že se před dosažením bodu ekvivalence k titrovanému odměrnému roztoku H2C2O4 přidá 20% roztok CaCl2 (Bruhnsova metoda). Přitom proběhne reakce:
H2C2O4 + CaCl2 → CaC2O4 ↓ + 2 HCl
Uvolněná kyselina (HCl) se pak již bez potíží titruje na methyloranž z červené do žluté barvy:
HCl + NaOH → NaCl + H2O
červená                     žlutá

### Hydrogenšťavelan draselný KHC2O4
Titruje se jako kyselina šťavelová.

### Hydrogenftalan draselný HOOC.C6H4.COOK
Chová se jako slabá kyselina. Titruje se na fenolftalein z fialové do odbarvení
Vadí přítomnost uhličitanu v odměrném roztoku NaOH (barevný přechod indikátoru je málo zřetelný)
HOOC.C6H4.COOK + NaOH →  NaOOC.C6H4.COOK + H2O
fialová                                            bezbarvá

### Kyselina benzoová C6H5COOH a salicylová C6H4OH–COOH
Krystalují bezvodé a lze je získat ve velmi čistém stavu. Velmi obtížně se rozpouštějí ve vodě, a proto se titrují ve zředěném vodném ethanolu, v němž se rozpouštějí dostatečně. Jako indikátor se používá fenolftalein.

### Hydraziniumsulfát N2H4.H2SO4
Krystaluje jako bezvodá sůl a je možno ji překrystalováním z vodného roztoku a vysušením při 150 °C připravit zcela čistou. Titruje se na methyloranž nebo methylčerveň.

## Příklady stanovení

### Stanovení silných kyselin (H2SO4, HCl, HNO3, HClO4)
Vzniklé soli mají pH = 7. Změna pH v těsném okolí ekvivalence je velká a lze použít kterýkoliv indikátor, jehož pKi leží v rozmezí od 4 do 10. S poklesem koncentrace titrovaných roztoků se však zmenšuje i změna pH v těsném okolí ekvivalence a výběr vhodných indikátorů je omezenější.

### Stanovení karboxylových kyselin
Ve vodném prostředí se chovají jako slabé kyseliny pH > 7, a to tím větší, čím je příslušná kyselina slabší. Pro vlastní titrace se proto musí použít takový indikátor, který má pKi > 7. Nejčastěji to bývá fenolftalein, neutrální červeň nebo fenolová červeň a pro titrace nejslabších kyselin thymolftalein (pKi = 10,0), jsou-li hodnoty KA < 10−8, nelze příslušnou kyselinu titračně stanovit.
Ve vodném roztoku jsou rozpustné pouze nižší alifatické kyseliny, některé dikarboxylové kyseliny a některé hydroxyderiváty. Pro vyšší alifatické kyseliny a pro aromatické kyseliny se jako rozpouštědlo používá zředěný vodný roztok ethanolu a methanolu.

#### Stanovení jednosytných kyselin
R-COOH + NaOH → R–COONa + H2O 
Lze stanovit například kyselinu mravenčí, octovou, propionovou, benzoovou.

#### Stanovení dvojsytných kyselin
Na grafu závislosti pH na objemu odměrného roztoku by byly dvě ostré změny pH, odpovídající neutralizaci do jednotlivých stupňů. Rozdíl příslušných hodnot pKA jednotlivých stupňů pKA2 – pKA1 = 4 nebo větší.
Jednoduché dikarboxylové kyseliny (šťavelová, malonová, jantarová) této podmínce nevyhovují a nelze je titrovat do 1. stupně. Mohou se titrovat teprve až do 2. stupně. Jako indikátor se používá fenolftalein.

### Stanovení kyseliny fosforečné
H3PO4 je trojsytná kyselina, ale lze ji titrovat pouze do 2. stupně.
1. stupeň: H3PO4 + NaOH → NaH2PO4 + H2O          KA1 = 7,5 ∙ 10−3
červená                            žlutá           
2. stupeň: H3PO4 + 2 NaOH → Na2HPO4 + 2 H2O    KA2 = 6,2 ∙ 10−8           
bezbarvá                         červenofialová
3. stupeň: H3PO4 + 3 NaOH → Na3PO4 + 3 H2O  KA3 = 4,8 ∙ 10−13         
Protože je hodnota KA3 < 10−8 nelze titrovat do 3. stupně, ale pouze do 2. stupně.

### Stanovení dusíku ve sloučeninách

#### dusík v amonných solích

##### Stanovení destilační metodou
Roztok amonné soli se rozkládá za zvýšené teploty nadbytečným roztokem NaOH nebo KOH, čímž se z amonné soli uvolní amoniak:
NH4+ + OH− → NH3 + H2O
Amoniak se z reakční směsi vypudí varem a kvantitativně se jímá v nadbytečném, ale přesně známém množství odměrného roztoku H2SO4 nebo HCl. Nespotřebované množství odměrného roztoku kyseliny se určí titrací odměrným roztokem hydroxidu na methyloranž.
NH3 + HCl (přebytek) →  NH4Cl                    
HCl + NaOH → NaCl + H2O (titrace přebytku HCl)
Z rozdílu spotřeb se vypočítá obsah NH3 ve vzorku.

##### Stanovení metodou podle Hanuše
Z vodného roztoku amonné soli se za přítomnosti formaldehydu uvolňuje amoniak, který s formaldehydem reaguje za vzniku hexamethylentetraaminu (CH2)6N4 (urotropin), velmi slabé zásady, nebarvící fenolftalein. Vedle amoniaku se uvolňuje ekvivalentní množství kyseliny, která se titruje odměrným roztokem NaOH na fenolftalein do červenofialového zabarvení.
4 NH4+ + 6 CH2O → (CH2)6N4 + 6 H2O + 4 H+
H+ + NaOH → Na+ + H2O
bezbarvá                  červenofialová  

#### Dusík v dusičnanech a dusitanech
Dusičnany se redukují v kyselém nebo alkalickém prostředí vodíkem ve stavu zrodu až na amoniak, který se pak stanoví destilační metodou.
K redukci dusičnanů v kyselém prostředí (H2SO4) se používá práškové železo (metoda podle Ulsche). K redukci dusičnanů dochází také v roztoku MgCl2 Arndovou slitinou (60 % Cu a 40 % Mg). Redukce je podporována zahříváním a amoniak uniká do titrované kyseliny. Nadbytek kyseliny se stanoví titrací odměrným roztokem NaOH.
Dusitany se mohou redukovat pouze v alkalickém prostředí, neboť v prostředí kyselém se před redukcí rozkládají na oxidy dusíku
Dusičnany a dusitany se redukují v alkalickém prostředí podle Devarda. Devardova slitina (39 % Cu + 2 % Zn + 59 % Al) v prostředí alkalického hydroxidu redukuje dusičnany a dusitany vzniklým vodíkem ve stavu zrodu na amoniak, který se následně vydestiluje do předlohy destilačního přístroje, obsahující odměrný roztok HCl nebo H2SO4, jehož nadbytek se stanoví titrací odměrným roztokem NaOH.

#### Dusík v organických látkách

##### Stanovení podle Kjeldahla
Organická látka obsahující aminoskupinu se mineralizuje koncentrovanou H2SO4 za tepla (varu) a v přítomnosti katalyzátoru, například Hg, bezvodého CuSO4, Se, SeO2, nebo alkalického síranu na síran amonný.
Koncentrovaná H2SO4 odnímá organické látce postupně vodík a kyslík ve formě vody, s kterou se slučuje. Zbývající uhlík organické látky se oxiduje koncentrovanou H2SO4 na CO2. Poněvadž úplná oxidace uhlíku organické látky pouze koncentrovanou H2SO4 probíhá zvolna, urychluje se zvýšením teploty bodu varu H2SO4 přísadou K2SO4 a použitím katalyzátoru. K mineralizaci se používá mineralizační baňka podle Kjeldahla (baňka s dlouhým hrdlem uzavřená nálevkou). Směs k mineralizaci musí být kapalná a mineralizuje se, dokud se roztok nevyjasní (neobsahuje černou zuhelnatělou hmotu). Vychladlý zbytek, obsahující (NH4)2SO4, se zředí vodou a amoniak se stanoví destilační metodou.

##### Stanovení podle Jodlbauera
Obsahuje-li analyzovaný vzorek, například smíšené hnojivo, vedle organického dusíku i dusík dusičnanový nebo amoniakový, nelze celkový dusík stanovit podle Kjeldahla. Reakcí dusičnanu s H2SO4 se totiž uvolňuje HNO3, která během mineralizace těká a nelze ji tedy kvantitativně stanovit. Působí-li se však na roztok dusičnanu roztokem fenolu nebo kyseliny salicylové v koncentrované H2SO4 za přítomnosti P2O5 a za chlazení, nitruje HNO3 uvolněná z dusičnanu kvantitativně fenol na p-nitrofenol:
2 NaNO3 + H2SO4 → Na2SO4 + 2 HNO3
HO – C6H5 + OHNO2 → HO – C6H4 – NO2 +  H2O
Reakční směs se musí chladit, aby se zabránilo ztrátám HNO3 těkáním. Úkolem P2O5 je vázat vodu vznikající během reakce. Potom se p-nitrofenol za chlazení redukuje vodíkem ve stavu zrodu na p-aminofenol (přidá se práškový zinek). Nakonec se p-aminofenol mineralizací koncentrovanou H2SO4 za tepla a v přítomnosti Hg jako katalyzátoru převede v dusík amoniakový, který se stanoví destilačním způsobem.